# Stadion Junactwa w Kobryniu
Stadion Junactwa – wielofunkcyjny stadion w Kobryniu, na Białorusi. Obiekt położony jest na terenie parku im. Suworowa. Stadion może pomieścić 3280 widzów. Swoje spotkania rozgrywają na nim piłkarze klubu FK Kobryń.